# Barbara Haas (Tennisspielerin)
Barbara Haas (* 19. März 1996 in Steyr) ist eine österreichische Tennisspielerin.

## Karriere
Haas begann mit fünf Jahren das Tennisspielen, ihr bevorzugter Belag ist der Hartplatz. 2012 gewann sie den ersten Einzel- und im Jahr 2013 den ersten Doppeltitel auf dem ITF Women’s Circuit. Insgesamt kommt sie dort bisher auf 16 Einzel- und drei Doppeltitel. Im Jahr 2014 erreichte sie erstmals eine Platzierung unter den Top 300 der WTA-Weltrangliste. Sie spielte von 2012 bis 2014 für den TC Blau-Weiss Halle in der 2. Deutschen Bundesliga.
Im September 2015 gewann sie ihren ersten Titel der $25.000-Kategorie, damit erreichte sie ein neues Karrierehoch in der Einzelweltrangliste. Im September 2016 verbesserte sie sich nach ihrer ersten erfolgreichen Qualifikation für das Hauptfeld eines Grand-Slam-Turniers bei den US Open auf Platz 134. Ihren bislang größten Erfolg auf der WTA Tour feierte Haas im Oktober 2019 beim WTA-Turnier in Linz im Doppel, wo sie gemeinsam mit der Schweizerin Xenia Knoll das Finale erreichte, das sie gegen Barbora Krejčíková und Kateřina Siniaková mit 4:6, 3:6 verloren.
Im Februar 2015 hatte sie gegen Lettland ihre ersten Einsätze im Fed Cup und sie konnte auch gleich ihren ersten Sieg feiern (6:0, 2:6, 6:0 über Diāna Marcinkēviča). Ihre Fed-Cup-Bilanz weist bislang 16 Siege bei 8 Niederlagen aus.
Ihr bislang letztes internationales Spiel absolvierte sie im Februar 2023, sie wird deshalb nicht mehr in der Weltrangliste geführt.

## Erfolge

### Einzel

#### Turniersiege
| Nr. | Datum              | Turnier         | Belag     | Kategorie   | Finalgegnerin         | Ergebnis       |
| --- | ------------------ | --------------- | --------- | ----------- | --------------------- | -------------- |
| 1.  | 4. August 2012     | Wien            | Sand      | ITF $10.000 | Amandine Hesse        | 6:1, 6:4       |
| 2.  | 7. Dezember 2013   | Djibouti        | Hartplatz | ITF $10.000 | Lee Hua-chen          | 6:4, 6:3       |
| 3.  | 14. Dezember 2013  | Djibouti        | Hartplatz | ITF $10.000 | Lee Hua-chen          | 6:3, 6:3       |
| 4.  | 27. Juli 2014      | Bad Waltersdorf | Sand      | ITF $10.000 | Iva Mekovec           | 7:66, 6:3      |
| 5.  | 6. September 2014  | St. Pölten      | Sand      | ITF $10.000 | Anna-Giulia Remondina | 7:61, 0:6, 6:1 |
| 6.  | 22. August 2015    | Graz            | Sand      | ITF $10.000 | Julia Grabher         | 1:6, 6:1, 6:2  |
| 7.  | 20. September 2015 | Podgorica       | Sand      | ITF $25.000 | Doroteja Erić         | 6:3, 6:1       |
| 8.  | 19. Dezember 2015  | Navi Mumbai     | Hartplatz | ITF $25.000 | Aryna Sabalenka       | 7:62, 7:66     |
| 9.  | 28. Februar 2016   | Port Pirie      | Hartplatz | ITF $25.000 | Arina Rodionova       | 6:4, 5:7, 6:4  |
| 10. | 27. März 2016      | Naples          | Sand      | ITF $25.000 | Jelizaweta Jantschuk  | 3:6, 6:2, 6:2  |
| 11. | 9. April 2017      | Jackson         | Sand      | ITF $25.000 | Sophie Chang          | 6:4, 6:73, 6:4 |
| 12. | 9. September 2018  | Sofia           | Sand      | ITF $25.000 | Katharina Hobgarski   | 6:3, 6:2       |
| 13. | 22. Dezember 2018  | Navi Mumbai     | Hartplatz | ITF $25.000 | Diāna Marcinkēviča    | 0:6, 6:3, 7:5  |
| 14. | 11. August 2019    | Hechingen       | Sand      | ITF W60     | Olga Danilović        | 6:2, 6:1       |
| 15. | 1. September 2019  | Prag            | Sand      | ITF W25     | Julyette Steur        | 7:5, 4:6, 6:0  |
| 16. | 22. Dezember 2019  | Navi Mumbai     | Hartplatz | ITF W25     | Jeong Su-nam          | 4:6, 6:2, 7:62 |

### Doppel

#### Turniersiege
| Nr. | Datum           | Turnier             | Belag     | Kategorie   | Partnerin      | Finalgegnerinnen                    | Ergebnis          |
| --- | --------------- | ------------------- | --------- | ----------- | -------------- | ----------------------------------- | ----------------- |
| 1.  | 9. Februar 2013 | Scharm asch-Schaich | Hartplatz | ITF $10.000 | Doroteja Erić  | Martina Kubičíková Chantal Škamlová | 6:2, 7:5          |
| 2.  | 25. April 2015  | Kairo               | Sand      | ITF $15.000 | Sandra Samir   | Amandine Hesse Marine Partaud       | 0:6, 6:4, [10:7]  |
| 3.  | 1. Mai 2021     | Zagreb              | Sand      | ITF W60     | Katarzyna Kawa | Andreea Prisăcariu Nika Radišić     | 7:61, 5:7, [10:6] |

## Abschneiden bei Grand-Slam-Turnieren

### Einzel
| Turnier         | 2016 | 2017 | 2018 | 2019 | 2020 | 2021 | 2022 | 2023 | Karriere |
| --------------- | ---- | ---- | ---- | ---- | ---- | ---- | ---- | ---- | -------- |
| Australian Open | —    | Q1   | Q1   | Q1   | Q3   | Q1   | —    | Q1   | —        |
| French Open     | Q3   | Q2   | Q1   | —    | 1    | Q1   | —    | —    | 1        |
| Wimbledon       | Q3   | Q2   | Q3   | Q1   |      | Q2   | Q1   | —    | —        |
| US Open         | 1    | Q2   | —    | Q1   | 1    | Q1   | Q1   | —    | 1        |

Zeichenerklärung: S = Turniersieg; F, HF, VF, AF = Einzug ins Finale / Halbfinale / Viertelfinale / Achtelfinale; 1, 2, 3 = Ausscheiden in der 1. / 2. / 3. Hauptrunde; Q1, Q2, Q3 = Ausscheiden in der 1. / 2. / 3. Qualifikationsrunde; nicht ausgetragen

## Weltranglistenpositionen am Saisonende
| Jahr   | 2012 | 2013 | 2014 | 2015 | 2016 | 2017 | 2018 | 2019 | 2020 | 2021 | 2022 | 2023 |
| ------ | ---- | ---- | ---- | ---- | ---- | ---- | ---- | ---- | ---- | ---- | ---- | ---- |
| Einzel | 531  | 762  | 353  | 227  | 150  | 171  | 204  | 151  | 148  | 175  | 396  | 1293 |
| Doppel | 837  | 1078 | -    | 545  | -    | -    | 623  | 302  | 199  | 252  | 1335 | 954  |